# Fokker 50
Fokker 50 är ett nederländskt trafikflygplan med plats för 50 passagerare. Det började utvecklas från föregångaren Fokker F27 1983 och det sista planet (exemplar 205) levererades i maj 1997 efter stora ekonomiska problem för företaget Fokker som ledde till att företaget gick i konkurs.
Fokker 60 är en militär version av Fokker 50, förlängd med 1,62 m, förstärkt i strukturen och utrustad med en stor lastlucka på höger sida (bakom cockpit). Den hade sin jungfruflygning den 2 november 1995 och var dessutom utrustad med militär utrustning som dörrar för fallskärmshoppare, en APU och ECM/IR-varningssystem samt missilavfyrare. Nederländernas flygvapen erhöll fyra flygplan av denna typ under 1996. 
Sedan 2010 har alla fyra Fokker 60s som byggdes varit i tjänst hos den peruanska marinen.

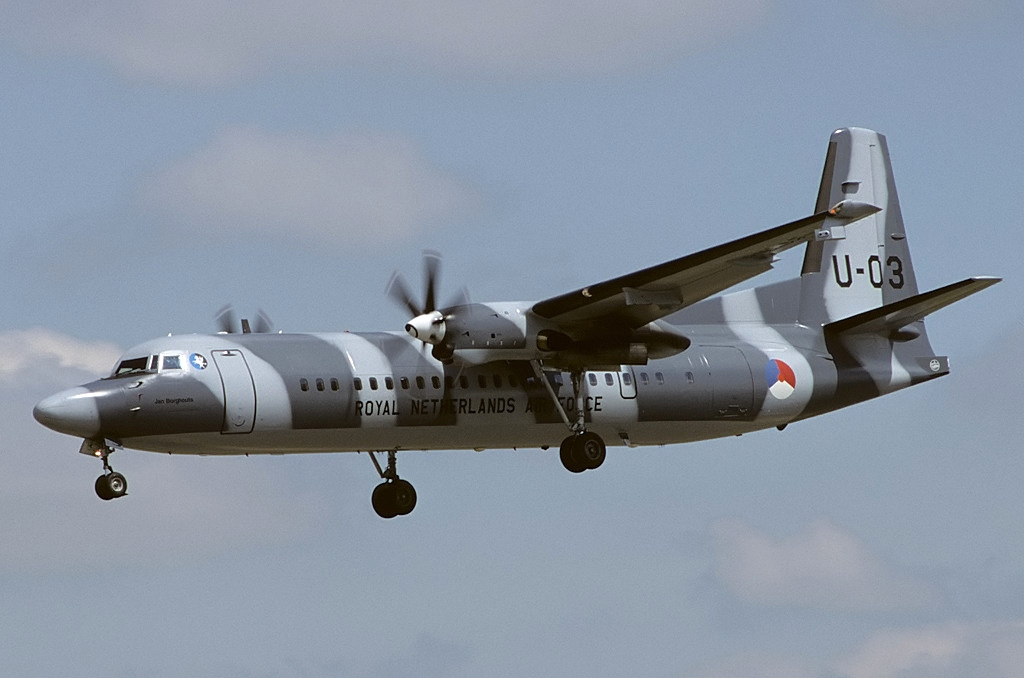
Fokker 60 tillhörande Nederländernas flygvapen.

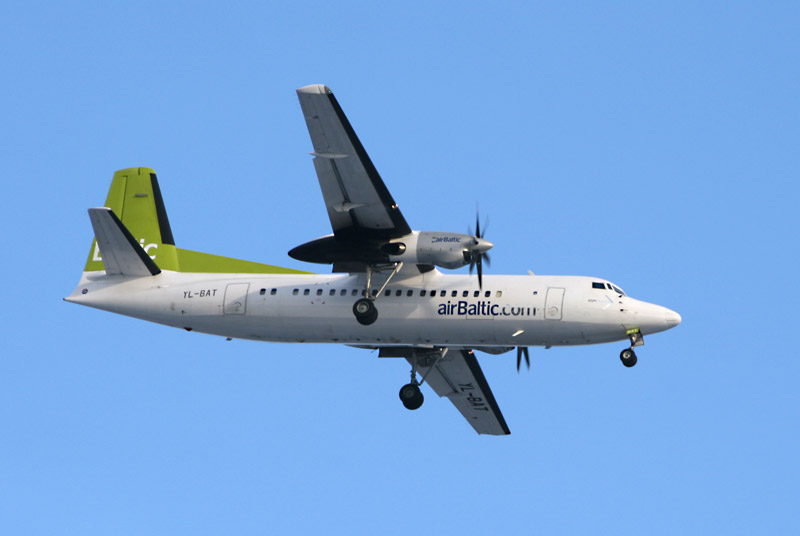
Fokker 50 tillhörande Air Baltic.

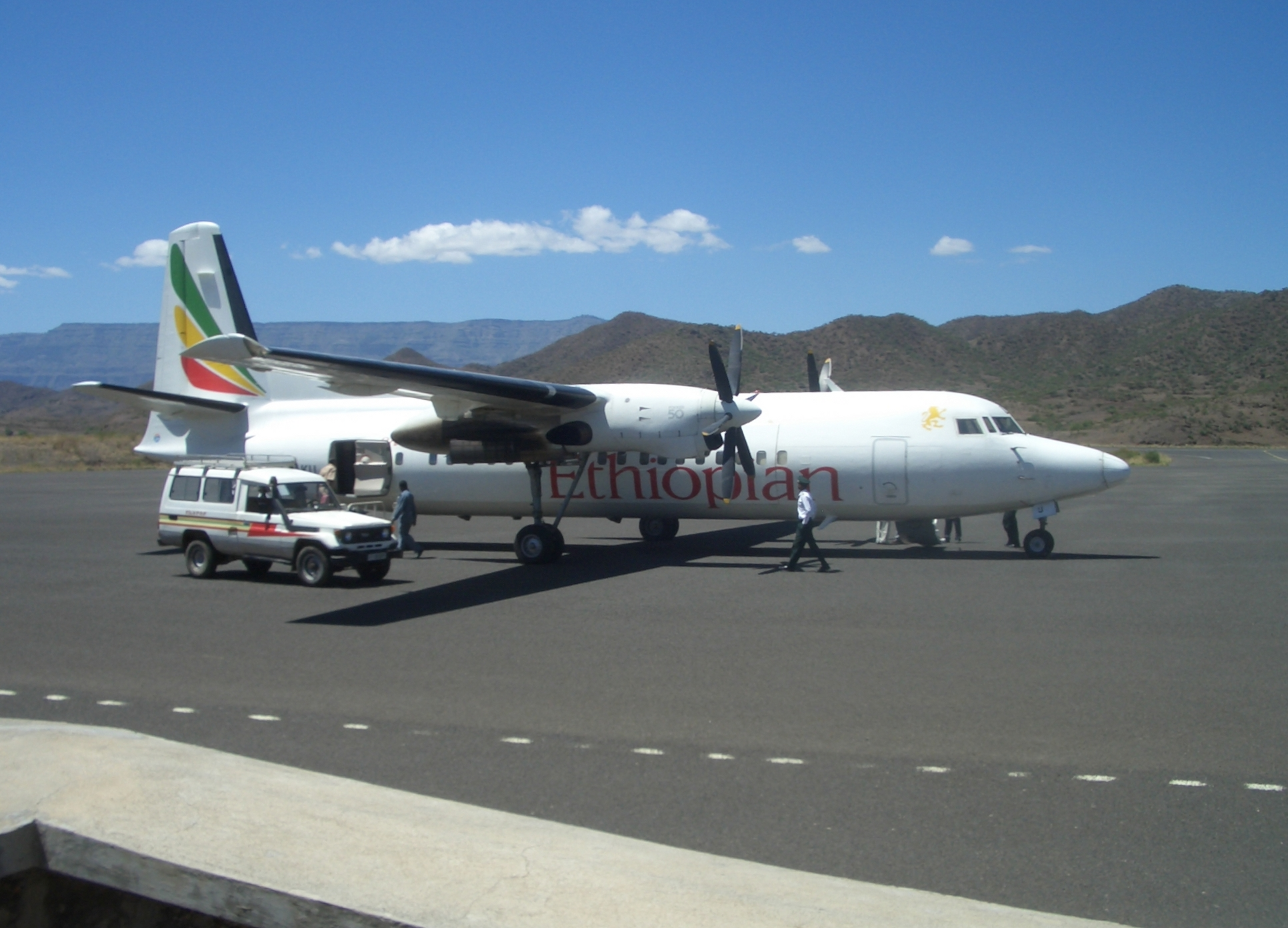
Fokker 50 - Ethiopian Airlines vid Lalibela airport.

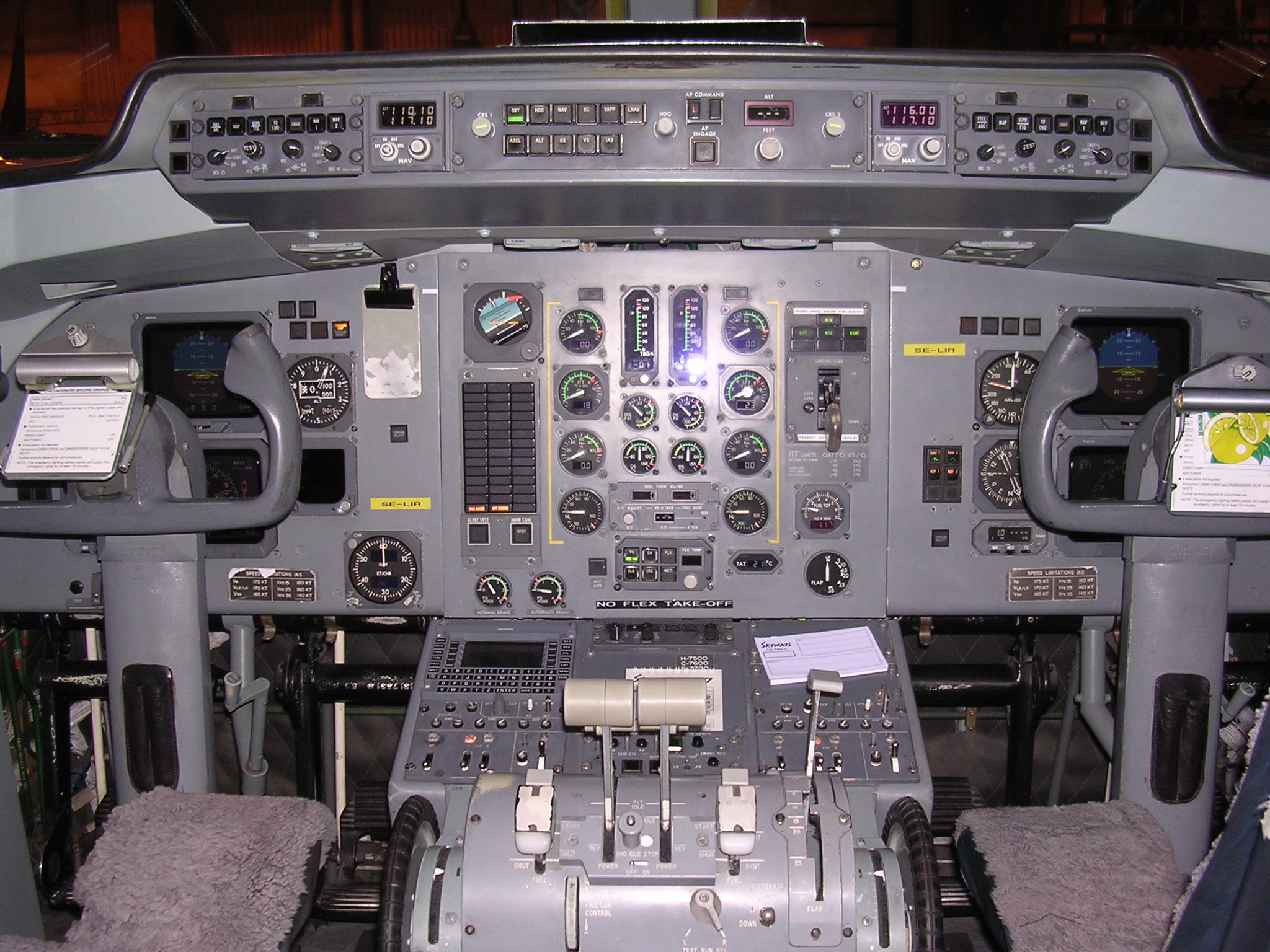
Instrumentbräda Fokker F50.

## Operatörer
- Aer Lingus
- Aero Condor
- Aero Mongolia
- Air Astana
- Air Baltic
- Air Iceland
- Air Nostrum (Iberia)
- Air UK
- Alliance Airlines
- Amapola Flyg
- Aria Air
- Avianca
- Blue Bird Aviation
- BRA
- Busy Bee of Norway
- Compagnie Africaine d'Aviation
- Contact Air
- Denim Air
- Direktflyg
- DLT
- Estonian Air
- Ethiopian Airlines
- Feeder Airlines
- Flugfélag Íslands
- Flyfirefly
- Indonesia Air Transport
- Iranian Air Transport
- Kenya Airways
- Kish Airline
- KLM
- Lufthansa CityLine
- Luxair
- Maersk Air
- Malaysia Airlines
- Mid Airlines
- Miniliner
- Norwegian Air Shuttle
- Nova Airlines
- Palestinian Airlines
- Pakistan International Airlines
- Populair
- Riau Airlines
- SAS Commuter
- Skyways Express
- Skywest Airlines
- Sonair
- Sudan Airways
- Taftan Air
- VLM Airlines